# Anna Dymna
Anna Dymna (de soltera Dziadyk; Legnica, 20 de julio de 1951) es una actriz de cine, televisión y teatro polaca, fundadora de una organización caritativa de nombre Mimo Wszystko («Contra viento y marea»).

## Carrera
Anna Dymna pretendía estudiar psicología antes de eso, ella decidió presentarse a un examen de ingreso en la Academia Ludwik Solski en Cracovia. Mientras estudiaba, Dymna actuó en el Juliusz Slowacki Teatro en Cracovia. En 1969 interpretó el papel de Isia y Chochol en las actuaciones de Stanisław Wyspiański 's' 'Wesele' '. Dymna debutó en el cine también cuando todavía era un estudiante. Ella interpretó un papel en Henryk Kluba de  PIEC i Pol bladego Jozka  (1971), pero, debido a que la película fue en realidad nunca se muestra en las pantallas, su primer papel  se considera el de Gabrysia en el mismo año de  Szerokiej Drogi, kochanie  dirigida por Andrzej J. Piotrowski. Dymna se hizo popular entre los espectadores de la televisión debido a su papel de Klarysa en una serie de televisión   Janosik (1973). El papel después de Ania Pawlak en culto polaco comedia s  Nie ma mocnych  y  Kochaj, albo rzuć  resultó ser aún más exitoso. Ella también apareció en una serie de Jerzy Hoffman melodrama películas.
Dymna fue empleada por el Nacional Helena Modrzejewska Antiguo Teatro en Cracovia inmediatamente después de su graduación en 1973 y lleva actuado en su escenario desde entonces. Sus principales funciones incluyen personajes de mujeres hermosas, por ejemplo, Kora en  Noc listopadowa  ("noche de noviembre"); Anna en  Warszawianka  ("La dama Varsovian"); y Ania en  The Cherry Orchard  por Anton Chéjov. Más tarde también se realizó en Thomas Mann 's' 'La montaña mágica' ';  Joyce 's' 'Exiliados' '; y  El Maestro y Margarita  por Mikhail Bulgakov.
Dymna ha jugado cerca de 250 funciones de teatro y cine. Ella ha sido conocida por su talento y se ve que "emanaban con frescura, naturalidad y encanto". Sus fotografías fueron puestas en portadas de revistas, pero su belleza se convirtió, en cierto modo, un obstáculo para los retratos de personajes más maduros. Esta posibilidad surgió en la segunda mitad de la década de 1980 cuando experimentó cambios físicos relacionados con la maternidad.
En 2002 inició la Dymna Cracovia Poesía Salon, que se ha convertido en una lectura semanal de la poesía por la mayoría de los actores distinguidos y poetas. El salón tiene lugar cada domingo a las Juliusz Slowacki Teatro pero ya tiene sus ramas separadas en algunas otras ciudades de Polonia, por ejemplo, en Czestochowa, Gdańsk, Opole y Tarnów. Se concedió la Cracovia Poesía Salon del Premio Nike en 2003 para "la actividad cultural más interesantes de la región".

## Obras de caridad
Dymna ha participado en caridad práctica  caridad durante muchos años. En 1999 comenzó la cooperación con el St. Adam Chmielowski Hermano Albert Fundación que organiza espectáculos de caridad  y sus cargos de movilidad reducida. Dos años más tarde se originó el Festival Nacional de Teatro y Musicales Obras de las Personas con Discapacidad "Albertiana".
Finalmente, en el año 2003 Dymna estableció su propia fundación de caridad, llamado Mimo Wszystko ("Against the Odds"), que tiene por objeto la mejora de las condiciones de vida de las personas pobres y discapacitadas.
Dymna es también el coautor de un programa de televisión  Spotkajmy się  ("Vamos a cumplir"), en la que ella habla con sus invitados enfermos y discapacitados sobre "el amor, la aceptación, la soledad, la felicidad, la fe y la esperanza".
También apoyó acciones enfocadas a la ayuda para los refugiados  s de Kosovo.

## Vida privada
Dymna estaba casada con un artista Wiesław Dymny desde 1973 hasta su muerte en 1978. A menudo se hizo hincapié en el impacto de su primer marido tenía sobre ella, debido a su personalidad colorida. En el 20 aniversario de su muerte, le pidió a Gran Cyc, la banda favorita de su hijo, escribir tres canciones sobre la base de los textos de Wiesław Dymny.
Ella se volvió a casar en 1983 a Zbigniew Szota y tuvieron un hijo, Michał (nacido en 1986). Se divorciaron en 1989. Más tarde se casó por tercera vez. Su marido actual, Krzysztof Orzechowski, es un actor y director de teatro.

## Premios
Anna Dymna ha recibido muchos premios importantes por su arte logros nistas, incluyendo la Máscara de Oro (1996, 1999, 2000); la pantalla de Oro en 1984; y los Leones de Oro en 1994. El presidente de la República de Polonia le otorgó la Cruz de la Orden del Oficial Polonia Restituta en 2004. Los niños discapacitados le concedió el Orden de la Sonrisa por su participación caridad en el mismo año.
Other noticeable awards for Anna Dymna include:
- Silver Cross of Merit (1989)
- Golden Duck(1993)
- Aleksandra Zelwerowicz Award (1994)
- Brother Albert’s Medal (2000)
- Superwiktor (2004)
- Friend of Integration (2004)
- Ecce Homo Order (2005)
- Polish Doctors' Society Medal of Merit (2006)
- St. George's Medal (2006)
- The Great Orchestra of Christmas Charity Foundation Medal (2007)
- Woman of the Year 2006 of the Twój Styl magazine (2007)
- Benemerenti Diploma (2007)
- Super Lodołamacz (2007)[2]